# إبراهيم كان
إبراهيم كان هو لاعب كرة قدم مالي، ولد في 23 يونيو 2000. لعب مع نادي فورسكلا بولتافا.

## وصلات خارجية
- إبراهيم كان على موقع الاتحاد الأوربي (الإنجليزية)
- إبراهيم كان على موقع اتحاد أوكرانيا (الإنجليزية)
- إبراهيم كان على موقع قاعدة بيانات كرة القدم.إي يو (الإنجليزية)
- إبراهيم كان على موقع ناشيونال فوتبول تيمز (الإنجليزية)
- إبراهيم كان على موقع Soccerway.com (الإنجليزية)
- إبراهيم كان على موقع عالم كرة القدم.نت (الإنجليزية)